# 新視線集團
新視線集團有限公司，是中國上海一家綜合娛樂公司，曾為香港亞洲電視和上海文廣新聞傳媒集團合資成立的附屬公司，主要經營的業務包括華語地區電視劇製作及發行、電影製作及發行、唱片製作及唱片發行和藝人管理，現已清盤。

## 清盤前藝人
| 男藝人 | 男藝人 | 男藝人 |
| ------ | ------ | ------ |
| 郭力行 | 黃嘉威 | 梁俊軒 |
| 杜宇航 | 蔡誌恩 |        |
| 女藝人 |        |        |
| 戚黛黛 | 徐自賢 | 貝洳綵 |

## 清盤前電視劇作品
- 精武飛鴻（何潤東，郭品超，郝蕾主演）
- 生命有明天（宣萱，吳鎮宇，徐自賢主演）
- 義本同心（陶大宇，溫兆倫，呂晶晶主演）
- 浣花洗劍錄（謝霆鋒，鐘欣桐主演）
- 謝謝你曾經愛過我（趙薇，秦海璐，黃明主演）
- 天下故事之天下兄弟（聶遠，吳建，董勇主演）
- 天下故事之天下姐妹（趙薇，潘粵明主演）
- 勝者為王2008（張智霖，蔡少芬主演）
- 原鄉人

## 外部連結
- 新視線集團